# Grupo del delfín
El Grupo del delfín (originalmente llamado Clase del Delfín por Emilie Haspels) es un grupo de vasos con figuras negras de mediados del siglo VI a. C. Recibió su nombre convenido por la representación de delfines en el hombro de los vasos. El grupo se compone en gran parte de lécitos de hombro, y solo se le atribuyen algunos otras vasos pequeños.
No está claro si los vasos se fabricaron en el Ática o en Eubea. Durante mucho tiempo se pensó que el grupo era ático, pero recientemente la mayoría de los investigadores han tendido a situarlos en Eubea. 